# Jürgen Rüttgers
Jürgen Rüttgers, född den 26 juni 1951 i Köln, Västtyskland, är en tysk jurist och högskollärare samt kristdemokratisk tidigare politiker tillhörande CDU. 
Rüttgers var utbildnings- och forskningsminister i Helmut Kohls federala regering mellan 1994 och 1998, och därefter CDU-ordförande och oppositionsledare i Nordrhein-Westfalen från 1999 till 2005. Han var ministerpresident i delstaten Nordrhein-Westfalen mellan 2005 och 2010, i ledningen för en delstatsregering bestående av CDU och liberala FDP.

## Biografi
Rüttgers växte upp i Pulheim i Rhenlandet och utbildade sig till jurist. 1979 promoverades han till juris doktor vid Kölns universitet efter att ha lagt fram en avhandling angående förbud mot partipolitisk verksamhet i arbetet. Från 1987 till 2000 var han ledamot av Tysklands förbundsdag, och var från 1994 till 1998 Tysklands utbildnings- och forskningsminister i Helmut Kohls femte regering.
Rüttgers valdes till ny CDU-ordförande i Nordrhein-Westfalen 1999, efter att regeringen Kohl förlorat valet 1998. CDU:s partidonationsskandal under Kohls tid som kansler blev känd i slutet av 1999 och var en bidragande orsak till att CDU förlorade delstatsvalet 2000, så att Rüttgers CDU gick i opposition. I delstatsvalet 2005 erhöll CDU och FDP åter tillsammans majoritet i lantdagen, så att Rüttgers kunde bilda en högerregering i delstaten.
Efter valet till Nordrhein-Westfalens lantdag i maj 2010 förlorade CDU och FDP sin regeringsmajoritet, men på grund av utdragna regeringskoalitionsförhandlingar kom hans delstatsregering att sitta kvar som expeditionsregering även efter att den nya lantdagen sammanträtt i juni. Efter att Hannelore Kraft (SPD) valts till Rüttgers efterträdare som ministerpresident av lantdagen i juli kunde en ny rödgrön minoritetsregering bestående av SDP och Die Grünen bildas. Rüttgers lämnade därefter alla sina politiska uppdrag, med undantag för sitt lantdagsmandat som han behöll fram till nyvalet 2012.